# Carex eremostachya
Carex eremostachya är en halvgräsart som beskrevs av Stanley Thatcher Blake. Carex eremostachya ingår i släktet starrar, och familjen halvgräs. Inga underarter finns listade i Catalogue of Life.